# Dzieci z Jedwabnego Szlaku
Dzieci z Jedwabnego Szlaku (tytuł oryg. Children of the Silk Road, Huang Shi de hai zi, Die Kinder der Seidenstrasse) – australijsko–chińsko–niemiecko–amerykański dramat historyczny w reżyserii Rogera Spottiswoode’a, którego premiera odbyła się 3 kwietnia 2008 roku.
Film zarobił 1 027 749 dolarów w Stanach Zjednoczonych oraz 11 862 500 renminbi w Chińskiej Republice Ludowej.

## Fabuła
Lata 30 XX wieku nie były dobrym czasem dla chińskiego terytorium, ze względu na okupację przez japońską armię. Centrum Szanghaju jednak nadal pozostawało enklawą europejskiego luksusu i względnej wolności. Wkrótce w roku 1937, w grudniu japońska armia zaczęła krwawą napaść na stolicę Nankin, która jest położona na zachód kilka godzin drogi od Szanghaju. Wojenni reporterzy ze względu na specyfikę swojego zawodu, mimo blokady chcieli dotrzeć do stolicy. Jednym z reporterów był niejaki młody chłopak pochodzący z Anglii, A Hogg. Z trudem udało mu się opuścić Szanghaj. Na swojej drodze spotkał pełnego tajemnicy partyzanta Chena, jak i Lee. 

## Obsada
Źródło: Filmweb

- Jonathan Rhys Meyers – George Hogg
- Chow Yun Fat – Chen Hansheng
- Michelle Yeoh – pani Wang
- Radha Mitchell – Lee Pearson
- Guang Li – Shi-Kai
- Matthew Walker – Fisher
- Anastasia Kolpakova – Duschka
- Ping Su – Eddie Wei

## Nagrody i nominacje
Źródło: Internet Movie Database
| Rok  | Miejsce                   | Nagroda                  | Kategoria                                                                    | Odbiorcy i nominowani   | Wynik     |
| ---- | ------------------------- | ------------------------ | ---------------------------------------------------------------------------- | ----------------------- | --------- |
| 2008 | Screen Music Awards       | Screen Music Award       | Feature Film Score of the Year                                               | David Hirschfelder      | Wygrana   |
| 2008 | Australian Film Institute | AFI Award                | Best Production Design                                                       | Steven Jones-Evans      | Nominacja |
| 2008 | Australian Film Institute | AFI Award                | Best Costume Design                                                          | Wenyan Gao, Kym Barrett | Nominacja |
| 2009 | Nagrody Młodych Artystów  | Nagroda Młodych Artystów | Best Performance in an International Feature Film – Leading Young Performers | Guang Li                | Nominacja |